# Joseph Hughes
Joseph Tudor Hughes (27 d'octubre de 1827 - 12 de maig de 1841), qui va actuar sota el pseudònim de Màster Hughes, va ser un jove arpista gal·lès molt popular al Regne Unit i als Estats Units durant els anys 1830.

## Biografia
Joseph va néixer al municipi d'Y Bala el 1827, fill de David Hughes. Poc després del seu naixement, la família es va traslladar a Londres.
Hughes va demostrar tenir talent musical quan només tenia dos anys i mig d'edat. Es desenvolupava especialment bé amb l'arpa. Els seus pares van decidir llavors enviar-lo a classes particulars perquè aprengués a tocar aquell instrument. El seu professor va ser T ap James. Amb cinc anys va pujar per primera vegada a un escenari a la sala de concerts de Hanover Square a Londres. El productor Sabastian Erard, qui formava part del públic, es va quedar impressionat amb la seva actuació i va decidir comptar amb ell per a altres espectacles. El seu èxit el va motivar a seguir tocant l'arpa Erard durant la resta de la seva carrera. A partir de l'any 1833, va tenir un parell d'actuacions a Anglaterra, Gal·les i Irlanda. Els seus concerts van despertar l'interès de varis cavallers. El seu pare conservava un llibre amb les signatures dels crítics que anaven als seus concerts. El llibre incloïa els noms de membres de la família reial britànica, dames i cavallers, arquebisbes i bisbes, generals i d'altres líders polítics.
De vegades comptava amb el suport de dos dels seus germans durant els concerts, un dels quals va ser l'enginyer i professor David Edward Hughes.
A més de tocar l'arpa, Joseph Hughes va ser compositor. Algunes de les seves composicions van ser publicades sota el títol de British Melodies el 1839.

## Eisteddfod
El 1835 va tocar l'arpa a l'eisteddfod de Llannerch-y-medd. Va rebre l'orde d'Orsedd per part de David Griffith. El seu rang d'Orsedd era el de Blegwryd ab Seisyllt. Hughes és probablement la persona més jove de la història en haver rebut l'orde de Orsedd, ja que només tenia vuit anys quan va obtenir la condecoració. Durant l'eisteddfod d'Y Bala, el 1836, Richard Parry el va nomenar membre del comitè.

## Mort
El 1838 Hughes va emigrar als Estats Units al costat de la seva família. Allà va continuar amb els seus viatges musicals. El 12 de maig de 1841 la família de Hughes va decidir anar a passejar en bot al llarg del riu Hudson tot i que les condicions climàtiques no eren les més adequades. Hughes, qui en aquell moment tenia 13 anys, va caure del bot i va ser arrossegat pel corrent.

## Galeria

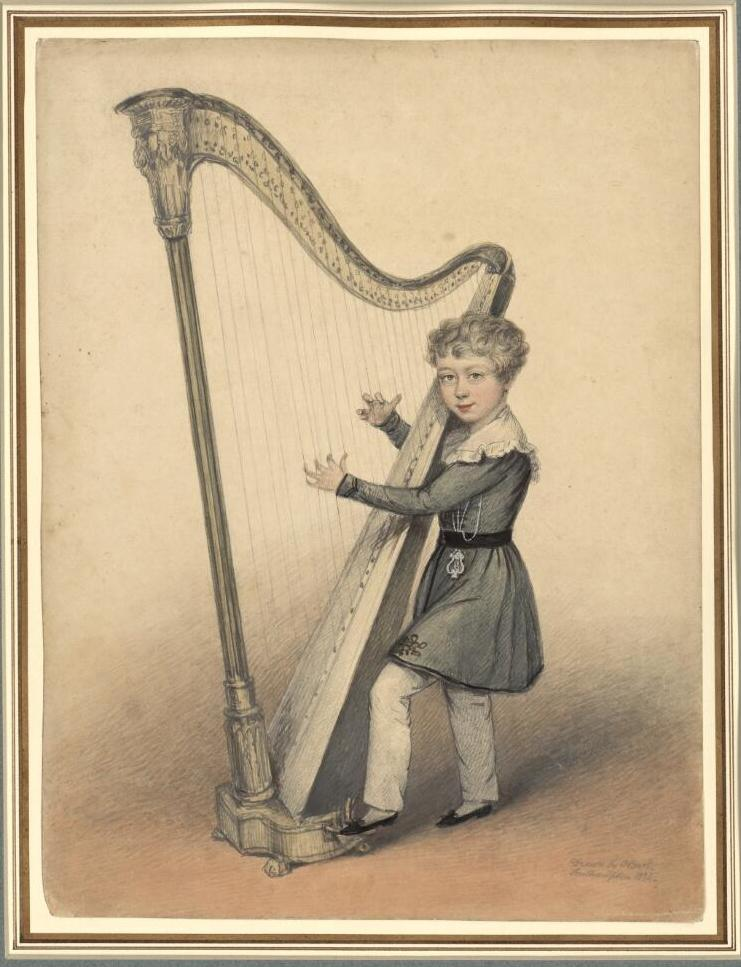
Joseph Hughes.
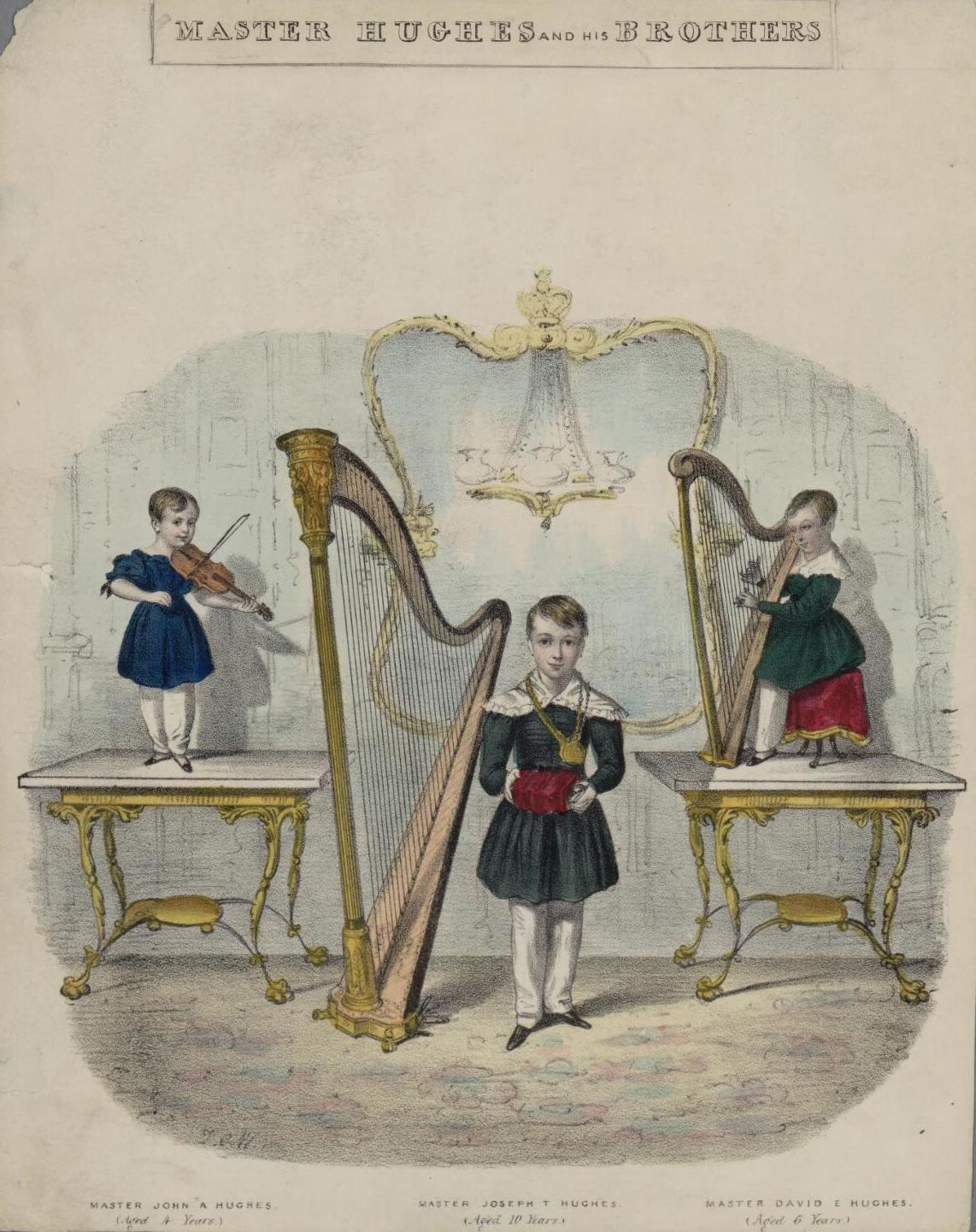
Joseph amb els seus germans.
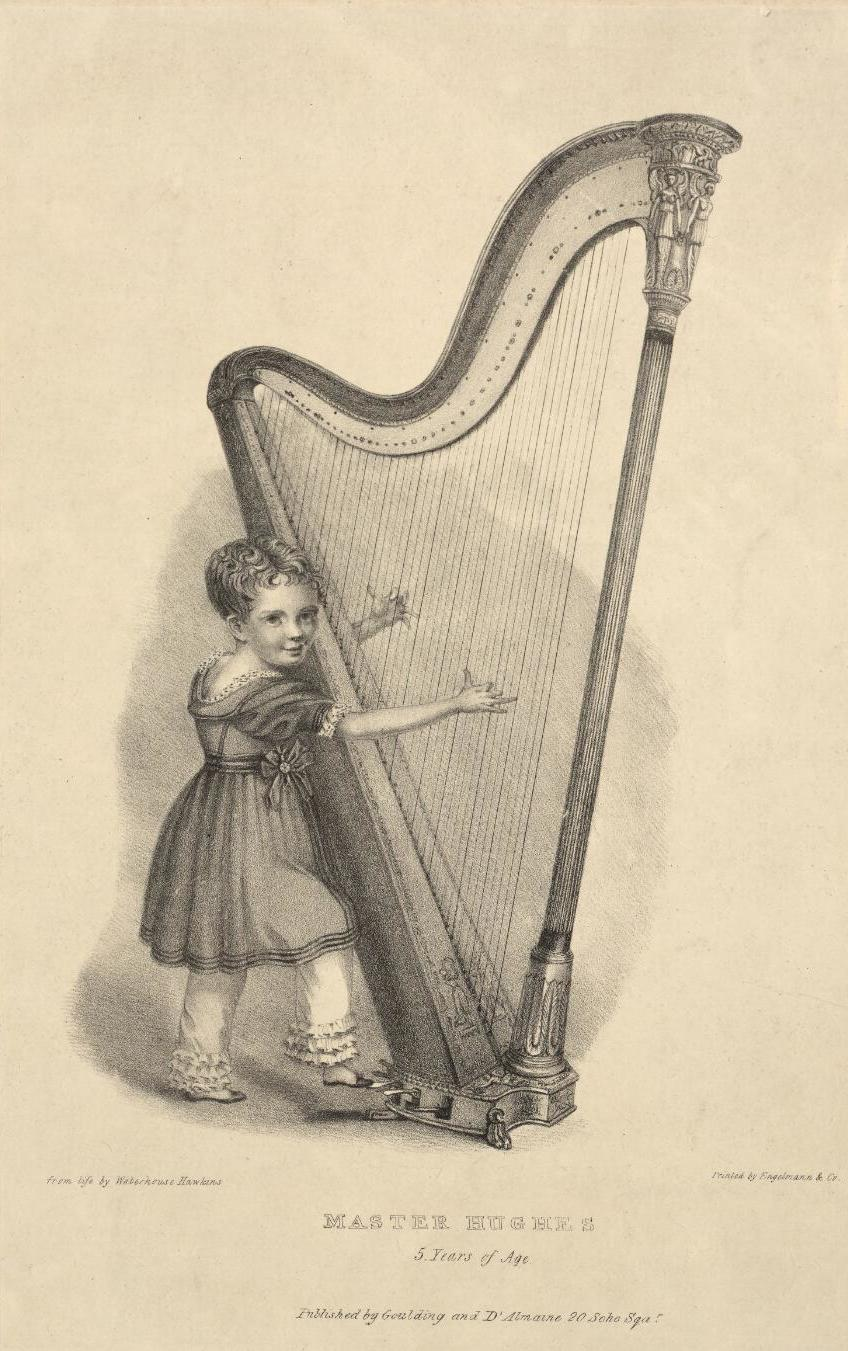
Joseph Hughes.
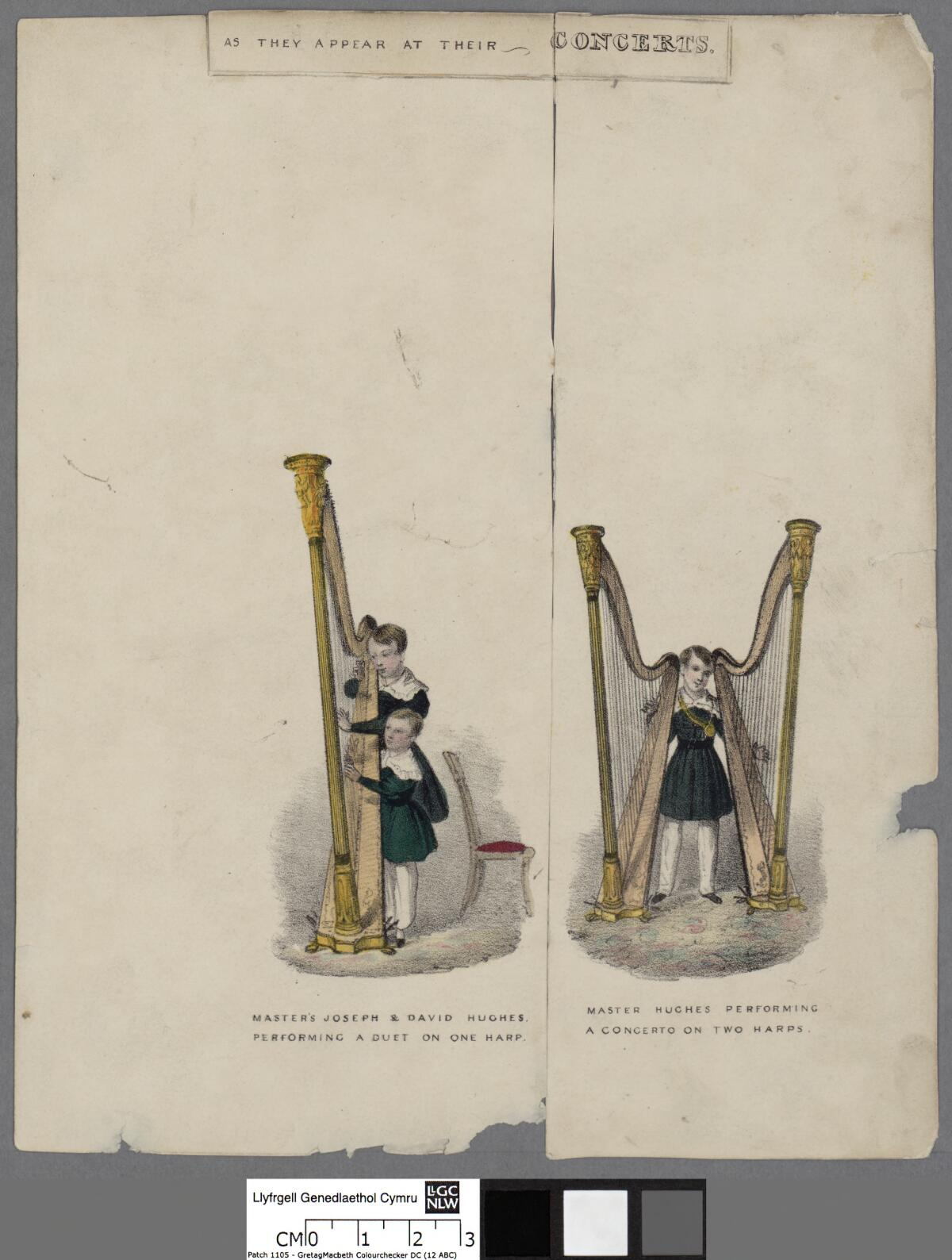
Retrat de Joseph Hughes amb son pare David tocant l'arpa en un duet.